# 2300 Stebbins
2300 Stebbins è un asteroide della fascia principale. Scoperto nel 1953, presenta un'orbita caratterizzata da un semiasse maggiore pari a 2,8391616 au e da un'eccentricità di 0,0757825, inclinata di 2,31109° rispetto all'eclittica.
L'asteroide è dedicato all'astronomo statunitense Joel Stebbins.